# نریمان بهروش
نریمان بهروش (انگلیسی: Nariman Behravesh؛ زادهٔ) اقتصاددان ارشد شرکت مشاور IHS است. او مسئول تحلیل ریسک آمریکا، اروپا، ژاپن و چین و دیگر بازارهاست. بهروش از جمله سخنرانان ممتاز مجمع جهانی اقتصاد در داووس است.
بهروش در ایران از مادری انگلیسی و پدری ایرانی زاده شد و در خاور میانه و اروپا بزرگ شد. او به ایتالیایی، فرانسوی، فارسی و ترکی مسلط است. او و همسرش ان سه فرزند دارند.
بهروش پی‌اچ‌دی خود در علم اقتصاد را در دانشگاه پنسیلوانیا دریافت کرد و به همراه پیشگام اقتصادسنجی و برنده جایزه نوبل لارنس کلاین تحصیل کرد.